# Jakob Illeborg
Jakob Illeborg (født 1971) er en dansk journalist, som siden december 2020 er B.T.s første Internationale Korrespondent. Jakob Illeborg var korrespondent for DR i Storbritannien fra 2008. Fra 2011 var han DR's og Danmarks første globale korrespondent. Fra 2013 var han TV-vært på DR2s globale nyhedsprogram DR2 Dagen. Fra 2014 til 2019 var han vært på forbrugerprogrammet Kontant på DR1. Fra 2019 til 2020 var han Dagbladet Informations korrespondent i London. Han har også været tilknyttet TV2 i samme funktion. Endelig har Jakob Illeborg været TV-vært for Discovery på Kanal 5.
Illeborg har boet i London siden midten af 1990'erne, først som musiker, senere som studerende og journalist. Han har udgivet plader på Columbia Records i USA med bandet Warwick Avenue. Han har skrevet for Weekendavisen og Ugebrevet Mandag Morgen, ligesom han i en årrække har skrevet om Danmark og danske forhold for The Guardian.
I 2008 udgav han bogen Danmark set udefra om den danske samfundsdebat set i et internationalt perspektiv. Desuden har han været medforfatter til flere andre udgivelser.
I september 2013 udgav Jakob Illeborg sin første soloudgivelse på dansk med musiknummeret "Tilfældets Gud", der udkom på Sony Music Entertainment.
I 2019 udgav han soloalbummet "Once Upon Tomorrow" på Sundance Records.